# 腦力運動員
《腦力運動員》（日语：ブレインアスリート）是日本電視台系列在2011年播放的綜藝節目。

## 播放日時
| 回数   | 播放日                      | 播放時間            |
| ------ | --------------------------- | ------------------- |
| 第1回  | 2011年9月26日               | 24:28 - 24:59       |
| 第2回  | 2011年12月17日              | 13:30 - 14:25       |
| 定期版 | 2012年4月1日 - 2012年6月3日 | 星期日16:55 - 17:25 |

## 概要
並非問知識的，真正爭奪的腦力猜謎節目。

## 出演者

### 綜合製作人
第1回・第2回
- 中村獅童

### MC
第1回・第2回
- 小島慶子

第2回
- 鶴野剛士

定期版
- 黑色美乃滋（小杉龍一・吉田敬）
- NMB48 - 福本愛菜、山田菜々、山本彩、渡辺美優紀

## 播放電視台

### 第1回
| 播放對象地域   | 播放電視台              | 系列                                           | 播放日時                    | 延遅     |
| -------------- | ----------------------- | ---------------------------------------------- | --------------------------- | -------- |
| 關東廣域圏     | 日本電視台（NTV）       | 日本電視台系列                                 | 2011年9月26日 24:28 - 24:59 | 制作局   |
| 北海道         | 札幌電視台（STV）       | 日本電視台系列                                 | 2011年9月26日 24:28 - 24:59 | 同時電視 |
| 青森縣         | 青森放送（RAB）         | 日本電視台系列                                 | 2011年9月26日 24:28 - 24:59 | 同時電視 |
| 岩手縣         | 岩手電視台（TVI）       | 日本電視台系列                                 | 2011年9月26日 24:28 - 24:59 | 同時電視 |
| 宮城縣         | 宮城電視台（MMT）       | 日本電視台系列                                 | 2011年9月26日 24:28 - 24:59 | 同時電視 |
| 秋田縣         | 秋田放送（ABS）         | 日本電視台系列                                 | 2011年9月26日 24:28 - 24:59 | 同時電視 |
| 山形縣         | 山形放送（YBC）         | 日本電視台系列                                 | 2011年9月26日 24:28 - 24:59 | 同時電視 |
| 福島縣         | 福島中央電視台（FCT）   | 日本電視台系列                                 | 2011年9月26日 24:28 - 24:59 | 同時電視 |
| 山梨縣         | 山梨放送（YBS）         | 日本電視台系列                                 | 2011年9月26日 24:28 - 24:59 | 同時電視 |
| 新潟縣         | TV新潟放送網（TeNY）    | 日本電視台系列                                 | 2011年9月26日 24:28 - 24:59 | 同時電視 |
| 長野縣         | 信州電視台（TSB）       | 日本電視台系列                                 | 2011年9月26日 24:28 - 24:59 | 同時電視 |
| 静岡縣         | 静岡第一電視台（SDT）   | 日本電視台系列                                 | 2011年9月26日 24:28 - 24:59 | 同時電視 |
| 富山縣         | 北日本放送（KNB）       | 日本電視台系列                                 | 2011年9月26日 24:28 - 24:59 | 同時電視 |
| 石川縣         | 金澤電視台（KTK）       | 日本電視台系列                                 | 2011年9月26日 24:28 - 24:59 | 同時電視 |
| 福井縣         | 福井放送（FBC）         | 日本電視台系列／朝日電視台系列                 | 2011年9月26日 24:28 - 24:59 | 同時電視 |
| 中京廣域圏     | 中京電視台（CTV）       | 日本電視台系列                                 | 2011年9月26日 24:28 - 24:59 | 同時電視 |
| 近畿廣域圏     | 讀賣電視台（ytv）       | 日本電視台系列                                 | 2011年9月26日 24:28 - 24:59 | 同時電視 |
| 鳥取縣・島根縣 | 日本海電視台（NKT）     | 日本電視台系列                                 | 2011年9月26日 24:28 - 24:59 | 同時電視 |
| 廣島縣         | 廣島電視台（HTV）       | 日本電視台系列                                 | 2011年9月26日 24:28 - 24:59 | 同時電視 |
| 山口縣         | 山口放送（KRY）         | 日本電視台系列                                 | 2011年9月26日 24:28 - 24:59 | 同時電視 |
| 德島縣         | 四国放送（JRT）         | 日本電視台系列                                 | 2011年9月26日 24:28 - 24:59 | 同時電視 |
| 香川縣・岡山縣 | 西日本放送（RNC）       | 日本電視台系列                                 | 2011年9月26日 24:28 - 24:59 | 同時電視 |
| 愛媛縣         | 南海放送（RNB）         | 日本電視台系列                                 | 2011年9月26日 24:28 - 24:59 | 同時電視 |
| 高知縣         | 高知放送（RKC）         | 日本電視台系列                                 | 2011年9月26日 24:28 - 24:59 | 同時電視 |
| 福岡縣         | 福岡放送（FBS）         | 日本電視台系列                                 | 2011年9月26日 24:28 - 24:59 | 同時電視 |
| 長崎縣         | 長崎国際電視台（NIB）   | 日本電視台系列                                 | 2011年9月26日 24:28 - 24:59 | 同時電視 |
| 熊本縣         | 熊本縣民電視台（KKT）   | 日本電視台系列                                 | 2011年9月26日 24:28 - 24:59 | 同時電視 |
| 大分縣         | 大分電視台（TOS）       | 日本電視台系列／富士電視台系列                 | 2011年9月26日 24:28 - 24:59 | 同時電視 |
| 宮崎縣         | 宮崎電視台（UMK）       | 富士電視台系列／日本電視台系列／朝日電視台系列 | 2011年9月26日 24:28 - 24:59 | 同時電視 |
| 鹿兒島縣       | 鹿兒島讀賣電視台（KYT） | 日本電視台系列                                 | 2011年9月26日 24:28 - 24:59 | 同時電視 |

### 第2回
日本電視台播放（關東地區）。

### 定期版
日本電視台播放（關東地區）。大分電視台在2012年5月20日的同時間單集播放。

## 外部連結
- 官方網站

| 日本 日本電視台 星期日16:55 - 17:25 | 日本 日本電視台 星期日16:55 - 17:25   | 日本 日本電視台 星期日16:55 - 17:25 |
| ----------------------------------- | ------------------------------------- | ----------------------------------- |
|                                     | 腦力運動員                            |                                     |
| 日曜パラダイス ※13:55 - 17:25       | スピード査定バラエティ カラクリマネー |                                     |